# 崔棟 (嘉靖庚戌進士)
崔棟（1515年—？），字孔材，號春洲，順天府薊州衛人，軍籍，明朝政治人物。

## 生平
嘉靖二十八年（1549年）己酉科順天府鄉試第三十六名舉人。嘉靖二十九年（1550年）中式庚戌科會試第一百五名，廷試三甲第八十四名進士。官中書，遷監察御史，巡按揚州，抵禦倭寇有功。巡按陕西、浙江，監試戊午陝西、辛酉浙江鄉試，拔沈一貫、朱賡等名士。卒年八十餘。

## 家族
曾祖崔富；祖父崔繼英；父崔江，母盧氏；前母盧氏。重庆下。